# David Anthony Mack
 (novembre 2017).
Si vous disposez d'ouvrages ou d'articles de référence ou si vous connaissez des sites web de qualité traitant du thème abordé ici, merci de compléter l'article en donnant les références utiles à sa vérifiabilité et en les liant à la section « Notes et références ».
Pour les articles homonymes, voir David Mack.
Ne doit pas être confondu avec Mack David ou David W. Mack.
David Anthony Mack, né le 30 mars 1961 à Compton (Californie), aux États-Unis, est un officier du Los Angeles Police Department (LAPD), impliqué dans le braquage de la Bank of America, en 1997. Ancien officier de la division Rampart, au sein de la division des ressources communautaires contre les gangsters de rue (CRASH), il fut l'une des figures centrales du scandale de corruption policière, Rampart.

## Début de carrière
David Mack a grandi à Compton, une ville de la banlieue de Los Angeles. 
Mack a quitté Compton grâce à une bourse universitaire, attribuée sur critères sportifs. Au début des années 1980, il remporta trois fois, la Pacific Ten Conference avec l'université de l'Oregon, ainsi que le championnat de la National Collegiate Athletic Association. 
Classé numéro un mondial à la veille des Jeux olympiques de 1984, une blessure à la jambe mit fin à sa carrière. 
En 1988, il décida d'intégrer le LAPD. Mack commença sa carrière à la Southeast Division où son parcours d'athlète combiné au fait qu'il avait été personnellement recruté par le chef, Bernard Parks lui conférait un statut nettement supérieur à la moyenne. 
Au bout de deux ans seulement, il arpentait les rues comme inspecteur infiltré de la brigade des stupéfiants. En 1993, il reçut la Police Medal, le deuxième distinction la plus élevée du LAPD pour avoir sauvé la vie de son partenaire, braqué par un dealer.

## Meurtre de Jesse Vincencio
En 1993, Mack et son coéquipier, Rafaël Perez sont en mission d'infiltration. Ils se font passer pour des consommateurs de crack. Ils offrent 20 dollars à un dealer, Jesse Vincencio en échange d'une dose mais celui-ci rejette l'argent et demande aux deux agents de s'identifier: "Vous êtes des Crips ou des Bloods?". 
Mack et Perez affirment qu'ils ne sont ni membres de gang, ni dealers mais Vincencio s'énerve tellement que Mack sort son arme de son ceinturon et la cache sous sa chemise.
Soudain, Vincencio met alternativement les deux agents en joue, puis vise la tête de Perez. Persuadé qu'il allait se faire tuer, Perez implore le dealer qu'il n'était qu'un simple toxicomane et le supplie de ne pas tirer. C'est alors que Mack sort son arme et tire quatre fois, à bout portant.
Toutefois, Vincencio, toujours debout, s'apprête de nouveau à faire feu. Mack déclare avoir brusquement ouvert la porte de sa voiture, s'être accroupi derrière et avoir tiré cinq nouvelles fois. Pourtant, Vincencio est encore en vie et toujours debout quand l'officier tire encore quatre balles qui entraînent sa mort. Mack est célébré en héros, pour avoir sauvé la vie de son partenaire.
Lorsque Mack fut impliqué dans le braquage de la Bank Of America, les inspecteurs du LAPD réétudièrent en profondeur les circonstances de la fusillade, au cours de laquelle Mack avait soi-disant sauvé la vie de son coéquipier mais ils déclarèrent n'avoir rien trouvé d'anormal. Mais l'inspecteur Russell Poole, remarquant que Mack et Perez avait été mêlés à cinq fusillades au total -dans un service où la majorité des policiers ne tiraient aucun coup de feu durant leur carrière- estima que la mort de Vincencio n'avait pas été totalement expliquée.
L'avenir lui donna raison: deux témoins oculaires que la police avait négligé d'interroger, déclarèrent que Vincencio n'avait pas dégainé le premier. Poole entendit pour la première parler de Ray Perez, le 6 février 1998, le jour où on lui remit une liste de policiers les plus proches de Mack. Il fut frappé par ses déclarations: il devait la vie à Mack et ferait n'importe quoi, pour lui.

## Braquage de la Bank of America
Un an après cet événement, Mack abandonne sa prestigieuse affectation pour le service de nuit, à West L.A. Il lui fallait disait-il, davantage de temps à consacrer à sa famille mais aussi, à sa nouvelle petite amie, Errolyn Romero, dix-neuf ans, qui était ouvreuse au Baldwin Theater lorsque Mack la rencontra, en 1990. Leur liaison dura sept ans.
Romero entre à la Bank of America, en août 1997 et est transférée à la grande agence située au nord du campus de l'USC. Cette banque était gigantesque, avec vingt guichets et un grand mur en plexiglas, à l'épreuve des balles séparant le hall de la salle des coffres. Normalement, l'agence conservait 350 000 dollars dans la salle des coffres mais le 6 novembre 1997, un peu plus du double fut livré par fourgon blindé. 
Le matin du 6 novembre, un Afro-américain en costume trois pièces, portant lunettes de soleil et béret en tweed, entre et se dirige vers la porte blindée qui sépare les guichetiers des clients. Un agent de sécurité l'arrête mais l'homme lui explique qu'il vient voir son coffre et remplit le formulaire adéquat. Romero lui permet de franchir le premier palier, puis quitte son guichet et déverrouille une seconde porte de sécurité, qui s'ouvre vers la salle des coffres. À l'intérieur, deux employés viennent de commencer les comptes, répartis en trois gros paquets posés sur un chariot en acier.
L'homme pousse Romero au sol et ouvre son veston, faisant apparaître un Tec-9 semi-automatique sanglé à son épaule. Il dégaine, met en joue les deux femmes qui comptent l'argent et leur dit : "Ne touchez pas aux boutons d'alarme ou je vous explose la tête ! Je veux l'argent que la Brinks vient d'apporter ! Ne perdez pas votre vie pour du fric qui n'est pas à vous (...)! Ne me regardez pas et ne touchez pas aux alarmes". 
Le ton de l'homme et son expression les convainquent qu'il est capable de mettre ses menaces à exécution. Les deux employés se jettent immédiatement à terre. L'homme rengaine son arme, ramasse les trois paquets et menace de nouveau les agents de la banque avant de se diriger vers la sortie.
Le braqueur agit apparemment seul mais lorsqu'un agent de sécurité le voit quitter le hall avec l'argent, il se précipite sur un téléphone. Mais avant d'avoir pu composer une seule touche, il sent une arme contre son ventre et entend un homme lui intimer: "Raccroche ! Reste où tu es et ne bouge pas !" 
L'homme au costume hurle aux clients : "Fermez les yeux ! Ne me regardez pas ! Poussez vous ! J'ai un flingue ! Je vous explose !". Les deux voleurs se dirigent vers un van blanc où les attend un troisième complice. Le van roule jusqu'à un parking situé derrière un immeuble d'Ellendale. Le temps que la police arrive, les voleurs s'étaient volatilisés. Ils venaient de réussir l'un des plus gros hold-up de l'histoire de Los Angeles.

### Enquête
Dans la semaine qui suivit, le service de sécurité de la banque informa le FBI que son agence de l'USC détenait au moment de l'attaque plus de provisions qu'habituellement et que cet argent avait été commandé par Romero. 
La banque envoya Romero, au QG du LAPD afin qu'elle y passe un test au détecteur de mensonge. Après qu'elle eut échoué, les inspecteurs lui montrèrent des photographies des braqueurs prises par le système de sécurité de la banque. Manifestement bouleversée, la jeune femme ne répondit aucunement quant à la possibilité d'identifier l'auteur principal. Elle ne put se résoudre à donner son nom mais finit par ouvrir son sac, y prit une carte de visite et la glissa aux inspecteurs. 
Ces derniers furent sidérés d'y découvrir l’emblème du LAPD et le nom de l'officier, David Mack.
Mack, arrêté dans l'après-midi, transportait 14 000 dollars dans son portefeuille. En outre, la police trouva 2 600 billets de 50 dollars chez lui ainsi que des reçus et factures pour 18 000 dollars de marchandises, le tout dissimulé sous la moquette d'un cagibi. Les policiers retrouvèrent le Tec-9 et sa bandoulière.
Une fois arrêté, Mack se conduisit davantage comme un gangster que comme un policier. Lorsqu'on lui lut ses droits, Mack ricana avec un "ne me faites pas de cadeaux".
Il fut incarcéré à la prison de Montebello City, où il s'empressa d'expliquer qu'il était un Mob Piru Blood. Mack refusa de coopérer avec la police et se vanta aussi qu'il lui restait près de 700 000 dollars du braquage, investi d'une manière qui allait lui permettre de doubler son capital au cours de sa peine.
En prison, Mack rompit avec le LAPD et ses geôliers rapportèrent qu'il utilisait une brosse à dents rouge, portait des chaussettes rouges et autant de rouge que possible dans une prison fédérale. Selon l'ancien chef du LAPD, Bernard Parks, "Il semble qu'il se soit complètement débarrassé de toute relation avec son ancienne vie de policier. Il est membre d'un gang et a pris ce rôle, en prison." Pendant qu'il purgeait sa peine, Mack fut apparemment impliqué dans une confrontation et poignardé. 
La police en apprit beaucoup sur Mack grâce à un jeune homme, Dale Williams. Williams disait bien connaître David Mack car son père, ancien champion de sprint de l'Arizona, avait tenté de convaincre Mack d'aller à l'USC plutôt qu'à l'université de l'Oregon. À l'automne 1997, Mack lui avait proposé 10 000 dollars pour se procurer un van destiné à un vol. Mack lui avait demandé s'il connaissait quelqu'un qui pouvait dealer de la drogue et s'occupait de beaucoup d'argent. Williams vola un van, une Toyota Sienna blanche, sur le parking d'une société de location et livra le véhicule avec un jeu d'immatriculation provisoire. 
Mack avait dit qu'il comptait utiliser le van pour braquer un dealer mais il changea son histoire et expliqua qu'il visait un fourgon blindé transportant 900 000 dollars en cash. Mais le 5 novembre, il se trahit en mentionnant la banque. Mack avoua son plan et lui montra même le Tec-9, expliquant qu'il porterait un costume et une perruque. Le lendemain, en fin de matinée, Williams était chez un ami quand Mack débarqua et lui remit les 10 000 dollars. Il affirma qu'ils étaient quittes. 
L'inspecteur Russell Poole apprit par un informateur que Mack prévoyait de faire liquider Romero afin qu'elle ne puisse témoigner contre lui. En prison, il engagea un membre de gang mais l'apprenti tueur à gages se dégonfla et alla voir la police. Il fut pris au sérieux et Romero fut placée en confinement.
Celle-ci envisageait une défense de type: "J'ai agi sous la contrainte" assurant que Mack l'avait intimidée afin qu'elle participe au braquage. Elle avait été témoin à plusieurs reprises de la violence de Mack, dans des bagarres de bar et expliqua qu'elle le croyait quand il disait qu'il la tuerait. Par contre, elle ne pensait pas qu'il passerait à l'acte pour le braquage. Par la suite, Mack ne répondit plus à Romero, lui enjoignant de se taire et affirmant : "Les faibles et les bavards sont éliminés". Mack disait aussi que tuer quelqu'un pour se protéger ne lui posait pas de problème et se vanta même d'avoir descendu trois personnes alors qu'il travaillait comme flic infiltré. Dans l'un de ces cas, Mack aurait dû selon Romero viser les jambes mais le policier corrompu lui avait répondu qu'il ne voulait pas que cette personne puisse témoigner.
Mack fut jugé en 1999. Leportia Davis, le premier témoin à charge dans le procès indiqua qu'elle avait soigneusement étudié les yeux du voleur, la moustache, les imperfections du visage, les vêtements et l'arme automatique. Ses yeux, visibles à travers ses lunettes teintées, étaient restés gravés dans sa mémoire. Mais sa collègue, Rhea Edwards et un agent de sécurité qui était posté à l'extérieur de la chambre forte témoignèrent que le voleur portait des lunettes trop sombres pour voir à travers. 
Au cours du contre-interrogatoire, l'avocat de Mack souleva des doutes quant à la qualité du regard de Davis sur le voleur dans le coffre-fort.
L'avocat de la défense, Donald Re, a cité Davis en disant lors d'une audience préliminaire en juillet qu'elle a "aperçu" le voleur avant de lui ordonner d'arrêter de le regarder. Il a spéculé qu'elle n'avait que 15 à 20 secondes pour observer le tireur. L'avocat de la défense a également suggéré que les observations de Davis auraient pu être faussées parce qu'elle avait peur et parce que sa collègue, Edwards présentait des signes d'une crise d'asthme. 
Mais Davis resta fidèle à son histoire, accusant Mack d'être le voleur de banque. Edwards s'est également tenue à l'identification de Mack, bien qu'elle ait été forcée de reconnaître donner des descriptions contradictoires du voleur. Re l'accusa de changer son histoire après avoir jeté un coup d'œil à Mack. Elle a admis l'avoir regardé par la fenêtre d'une salle d'audience, mais nia avoir modifié son histoire à cause de cela.

## Implication dans le meurtre de Christopher Wallace alias Notorious Bigg
Russell Poole et son collègue, Brian Tyndall enquêtèrent sur l'implication de Mack dans la conspiration visant à tuer le rappeur, Notorious BIG. 
En janvier 1998, Poole apprit que la première personne à lui rendre visite en prison était Harry Billups alias Amir Muhammed, soupçonné à l'époque du meurtre. Muhammed prétendait qu'il était un courtier en hypothèques et qu'il n'avait pas été impliqué dans le meurtre de Biggie Smalls. Amir et Mack étaient colocataires à l'Université de l'Oregon. Après l'université, lui et Mack étaient restés amis. Muhammed rendit visite à Mack, prouvant qu'ils avaient une relation étroite.
Poole fut stupéfait de découvrir la photo de permis de conduire que Muhammed présenta à la prison de Montebello City. Si Mack ne ressemblait absolument pas au portrait-robot du suspect dans l'Affaire Biggie Smalls, Muhammed, si. Muhammed recourut à une fausse adresse et à faux numéro de sécurité sociale pour entrer comme visiteur. Lorsque le LAPD effectua une recherche informatique sur lui, elle découvrit huit adresses mais aucune ne donna rien. 
Peu de temps après, Poole examina le dossier de Mack et fut sidéré par son nombre de congés pour cause de maladie. Au cours des huit derniers mois de sa carrière, Mack avait pris deux fois une série de congés. Comme Poole le soupçonnait, la première correspondait à la date du braquage de la Bank of America et la seconde précédait le meurtre de Small.
Peu de temps après cette découverte, Poole interrogea Damien Butler, le meilleur ami de BIG en lui montrant plusieurs photos. Butler montra l'une d'elles et dit: « Je suis certain que ce type était juste devant la porte du musée au moment où nous sommes entrés ». Il désignait Mack. 
Poole trouva un faisceau d'indices impliquant Mack: 
- un officier du LAPD témoigna qu'il avait vu Mack porter une bague de "Nation of Islam",
- Un autre policier s'était vu proposer un poste d'agent de sécurité chez Death Row, par Mack.
- Un sergent du commissariat de Beverly Hills se souvenait l'été précédent, d'avoir pris un boulot d'agent de sécurité devant le Wilshire Theater, pendant l'enregistrement d'un concert. Le service de sécurité, à l'intérieur, composé de membres de la secte de Farrakhan, se montrait très peu coopératif. Un officier du LAPD, en véhicule de patrouille débarqua et s'entretint brièvement avec eux. Les membres de Farrakhan se montrèrent plus amicaux après son passage. Il s'agissait de Mack. Ce sergent avait revu Mack par deux occasions : la première fois, à proximité d'un 7-Eleven qui venait d'être dévalisé et la deuxième, à la fin d'une course-poursuite entre Beverly Hills et Hollywood. Le policier entrevoyait que le comportement de Mack n'était pas clair mais sans arriver à mettre le doigt dessus.

D'autre part, Mack était un membre des Bloods, un gang ayant des liens avec Death Row Records. Il avait été engagé comme garde du corps par Marion "Suge" Knight, également un membre des Bloods. Par ailleurs, la Chevrolet Impala SS de septième génération (1994-1996) garée dans le garage de Mack à côté d'un mur orné d'affiches et de souvenirs en l'honneur de Tupac Shakur, ainsi que les très rares balles Gecko de 9 mm contribuèrent à faire de Mack un suspect de poids. Selon les conclusions du FBI, Biggie Smalls, de son vrai nom Christopher Wallace, avait été tué avec des "munitions perforantes Gecko 9 mm", un type de balle jugée "très rare". 
Les détectives le décrivirent comme une sorte de «sanctuaire» du rappeur assassiné «Dès que j'ai appris que David Mack était propriétaire d'un véhicule qui correspondait à celui utilisé dans le meurtre de Biggie Smalls et que Mack l'avait utilisé dans le vol de banque, j'ai demandé au bureau du coroner, de procéder à des prélèvements d'échantillons. ».
Russell Poole ajouta : "Mes supérieurs m'ont dit qu'ils ne voulaient pas marcher sur les plates-bandes du FBI. En vérité, ce qu'ils ne voulaient pas, c'était découvrir qu'un de nos officiers était impliqué dans le meurtre de Biggie Smalls ". Mack fut impliqué dans le procès du 16 avril 2007, intenté par la famille du rappeur contre la ville de Los Angeles. Ce procès fut ajourné.
Fondamentalement, les dossiers du FBI semblèrent confirmer de nombreuses années de conjonctures : le LAPD a probablement ignoré ou dissimulé des preuves de la culpabilité de Mack, ce qui aurait même impliqué d'autres membres du département.

## Emprisonnement
Mack fut condamné à 14 ans et 3 mois de prison. Il n'a jamais révélé où se trouvait l'argent. Il fut libéré le 14 mai 2010.